# Drapeau du Yucatán
Le drapeau du Yucatán était le drapeau utilisé par l'ancienne République du Yucatán, lorsqu'au milieu du XIXe siècle, elle a été proclamée sur le territoire de la péninsule du Yucatán. La république comprenait les États mexicains actuels du Yucatán, de Campeche et de Quintana Roo.

## Spécifications
Concernant le drapeau historique de la République du Yucatán, l'historien Rodolfo Menéndez de la Peña le décrit ainsi : 

« Le drapeau du Yucatán était divisé en deux parties : le vert à gauche, et à droite, avec trois divisions, le rouge en haut et en bas et le blanc au milieu. Dans la partie verte, cinq étoiles, symbolisant les cinq départements qui divisait le Yucatán par décret du 30 novembre 1840 : Mérida, Izamal, Valladolid, Tekax et Campeche. »

### Couleurs
| Sistema de color | Vert | Vert        | Blanc | Blanc       | Rouge | Rouge      |
| ---------------- | ---- | ----------- | ----- | ----------- | ----- | ---------- |
| Pantone          |      | 3425c       |       | Safe        |       | 186c       |
| RGB              |      | 0-104-71    |       | 255-255-255 |       | 206-17-38  |
| CMYK             |      | 100-0-32-59 |       | 0-0-0-0-0   |       | 0-92-82-19 |
| RGB Hex.         |      | 006847      |       | FFFFFF      |       | CE1126     |

## Histoire
Le drapeau a été hissé pour la première fois le 16 mars 1841 sur le bâtiment municipal de l'Ayutamiento, sur la "Plaza Grande" de Mérida, la capitale de l'État du Yucatán. Cette action était une protestation contre le centralisme du président mexicain Antonio López de Santa Anna. Le drapeau n'a depuis plus jamais été utilisé officiellement par les autorités du Yucatan.

## Usage moderne

Le drapeau du Yucatán est actuellement hissé (officieusement) au rang de symbole civil.

Bien qu'il n'ait jamais été officiellement reconnu, le drapeau a été utilisé tout au long du XXe siècle lors de cérémonies et de festivals de toutes sortes. L'utilisation du drapeau a augmenté après 2000, à la suite de tensions entre le gouverneur de l'époque, Víctor Cervera Pacheco, et le gouvernement fédéral, et s'est rapidement répandue en étant portée sur des voitures, des chemises, des vêtements, etc.
Actuellement, les habitants du Yucatán l'utilisent pour exprimer leur yucataneidad (fierté d'être yucatéen). En 2001, une commémoration du 160e anniversaire de sa première et dernière utilisation officielle a eu lieu dans la ville de Mérida. En 2010, le drapeau est réapparu lors d'un événement sportif lorsque le gouverneur de l'époque, Ivonne Ortega Pacheco, a expliqué au promoteur de la boxe en visite, Don King, la signification du drapeau.